# Anders Palmér
Anders Mikael Palmér (ur. 24 kwietnia 1960 w Malmö) – szwedzki piłkarz występujący na pozycji pomocnika. Syn innego piłkarza, Karla-Erika Palméra. 

## Kariera klubowa
Palmér treningi rozpoczął jako junior w 1970 roku w klubie Malmö FF, a w 1980 roku został włączony do jego pierwszej drużyny, grającej pierwszej lidze. W tym samym roku wywalczył z zespołem wicemistrzostwo Szwecji oraz Puchar Szwecji. W latach 1981–1982 grał na wypożyczeniu w kanadyjskim Vancouver Whitecaps, grającym w lidze NASL. Następnie wrócił do Malmö, z którym w kolejnych latach zdobył dwa mistrzostwa Szwecji (1986, 1988) oraz dwa Puchary Szwecji (1984, 1986).
W 1989 roku Palmér odszedł do drugoligowego Trelleborgs FF. W 1991 roku awansował z nim do pierwszej ligi, a w 1994 roku zakończył karierę.

## Kariera reprezentacyjna
W reprezentacji Szwecji Palmér zadebiutował 16 listopada 1983 w wygranym 5:0 towarzyskim meczu z Trynidadem i Tobago. W 1988 roku został powołany do kadry na letnie igrzyska olimpijskie, zakończone przez Szwecję na ćwierćfinale.
W latach 1983–1987 w drużynie narodowej rozegrał 11 spotkań.